# Линець (Курська область)
Линець (рос. Линец) — село в Желєзногорському районі Курської області Російської Федерації.
Населення становить 399 осіб. Входить до складу муніципального утворення Линецька сільрада.

## Історія
Населений пункт розташований на території українського етнічного та культурного краю Східна Слобожанщина.
Від 2004 року входить до складу муніципального утворення Линецька сільрада.

## Населення
| 1862 | 1877 | 1883 | 1897 | 1905 | 1979 | 2002 |
| ---- | ---- | ---- | ---- | ---- | ---- | ---- |
| 597  | ↗785 | ↗885 | ↘777 | ↗794 | ↘495 | ↘341 |
| 2010 | 2014 |      |      |      |      |      |
| ↗363 | ↗399 |      |      |      |      |      |